# Niderlandy Austriackie
Niderlandy Austriackie – dawna nazwa Belgii stosowana w latach 1714–1797.

## Historia
Poprzednio ziemie te zwane były Niderlandami Hiszpańskimi – od czasu, gdy Filip II Habsburg otrzymał te ziemie od cesarza Karola V Habsburga, swego ojca, w 1556 r.
Nazwa Niderlandy Austriackie wiąże się z faktem przejścia tych ziem pod panowanie austriackie po wojnie o sukcesję hiszpańską na mocy pokoju w Rastatt z 1714 roku. Bruksela była stolicą prowincji.
Karol VI Habsburg założył w 1717 roku, w porcie Ostenda, Kompanię Ostendzką. Pomysł na zwielokrotnienie zysków z handlu morskiego nie powiódł się, wobec sprzeciwu Wielkiej Brytanii i Holandii. Kompanię zamknięto w 1731 roku.
W kwietniu 1789 roku wybuchła tutaj rewolucja brabancka, spowodowana naruszeniem przez cesarza Józefa II starego ustroju municypalnego. Do grudnia 1790 roku, Austria odzyskała zbuntowane tereny.
Austria straciła tereny Niderlandów wskutek Wielkiej Rewolucji Francuskiej, przegranej w bitwach pod Fleurus i pod Sprimont oraz – ostatecznie – na mocy pokoju w Campo Formio z 1797 roku.

## Namiestnicy Niderlandów Austriackich

Godło Niderlandów Austriackich

W nawiasie podano tylko okres rządów:
1. Dominik von Königsegg-Rothenfels (31 stycznia 1716 – listopad 1716)
2. Ercole Giuseppe Luigi Turinetti, markiz de Prié (listopad 1716–1717)
3. Eugeniusz Sabaudzki (1717 – listopad 1724)
4. Philipp Wirich von Daun (listopad 1724 – 5 października 1725)
5. Maria Elżbieta Habsburg (5 października 1725 – 26 sierpnia 1741)
6. Friedrich August von Harrach-Rohrau (26 sierpnia 1741 – 16 marca 1743)
7. Karl Ferdinand von Königsegg-Erps (16 marca 1743 – 8 stycznia 1744)
8. Karol Lotaryński (1744–1746)
9. Maurycy Saski (maj 1745 – październik 1748; okupacyjny namiestnik desygnowany przez Francję)
10. Károly József Batthyány (październik 1748 – 23 kwietnia 1749)
11. Karol Lotaryński (1749–1780)
12. Maria Anna Austriaczka (1744–1744; żona Karola Lotaryńskiego)
13. Georg Adam von Starhemberg (1780–1781)
14. Albert Kazimierz Sasko-Cieszyński (1781–1787)
15. Maria Krystyna Habsburg (1781–1787; żona Alberta Kazimierza)
16. Joseph Jacob Murray de Melgum(inne języki) (1787)
17. Karol Ludwik Habsburg (1793–1794)